# ملعب 4 أغسطس
ملعب 4 أغسطس هو ملعب متعدد الاستخدام يقع في واغادوغو عاصمة بوركينا فاسو . غالبا ما يتم استخدامه لمباريات كرة القدم . يسع الملعب لجلوس 35 ألف متفرج . يعتبر الملعب الرسمي الذي يخوض فيه منتخب بوركينا فاسو مبارياته الدولية .